# Cultura LGBT en Guatemala

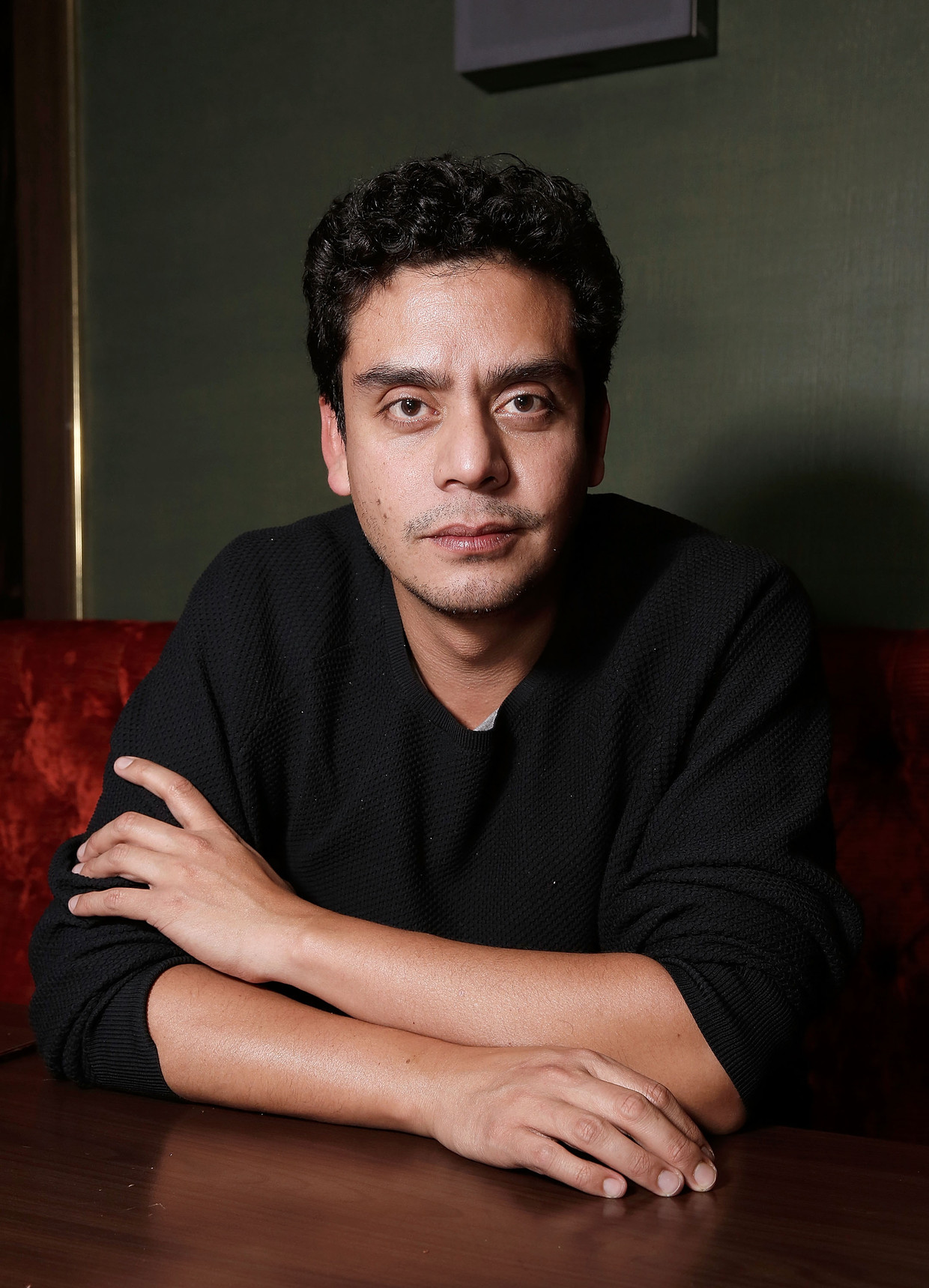
Jayro Bustamante, director de la película LGBT Temblores (2019).

La cultura LGBT en Guatemala comprende las diferentes manifestaciones artísticas y de ocio existentes en el país cuyo enfoque es la diversidad sexual o que incluye la participación de personas LGBT en ellas.

## Cine
A pesar del carácter conservador de su sociedad, en Guatemala se han producido varias películas de temática LGBT que han alcanzado reconocimiento regional. Entre las figuras más relevantes en el ámbito se encuentran directores como Luis Fernando Midence y Jayro Bustamante. En 2012, Midence estrenó el cortometraje Sin ruta, que cuenta la historia de un joven llamado Teo que emigra de Guatemala pero que es víctima de una agresión homofóbica durante su paso por México. Midence continuó realizando cortometrajes de temática LGBT en años siguientes, entre ellos Primero-verdadero-último (2017) y Las cosas que no decimos (2019).
Del lado de los largometrajes se puede mencionar a José (2018), dirigida por Li Cheng y que sigue a un joven guatemalteco, interpretado por Enrique Salanic, que inicia una relación con otro hombre y que se enfrenta al rechazo de la sociedad conservadora en la que vive. Al año siguiente, Jayro Bustamante estrenó el filme Temblores, que se estrenó a nivel internacional y que aborda la vida de un hombre de clase alta llamado Pablo cuya vida es destruida cuando le confiesa a su familia su homosexualidad y su amor por un hombre.
La activista Gaby Castillo, dirigente de la Organización de la Diversidad Sexual Amigos Siempre Amigos (ODASA), se convirtió en 2019 en la primera cineasta transgénero del país con el estreno en el Teatro Lux de sus cortometrajes Te amo Marissa, que recuenta la historia de una mujer trans enamorada, y Susurros, sobre un joven gay que tiene sordera.

## Literatura
La literatura LGBT de Guatemala comprende las obras literarias escritas por autores guatemaltecos que involucren tramas, temáticas o personajes que formen parte o estén relacionados con la diversidad sexual. Debido al carácter conservador de la sociedad guatemalteca, las obras literarias de temática LGBT han sido tradicionalmente publicadas por editoriales independientes o por colectivos culturales autogestionados.
Las primeras representaciones de diversidad sexual en la literatura guatemalteca no abordaron en su mayoría el tema de forma explícita, por el recelo ante la intolerancia social de la época. Este fue el caso de Rafael Arévalo Martínez, quien en 1914 publicó su cuento «El hombre que parecía un caballo» (1914), considerado una obra esencial en la narrativa LGBT latinoamericana y donde relata el nacimiento de la amistad (y posterior distanciamiento) entre el protagonista y un hombre que le produce una intensa afinidad, que ha sido interpretada como atracción romántica por el lenguaje empleado en el texto. Antes de Arévalo, uno de los pocos autores guatemaltecos en abordar la homosexualidad fue Enrique Gómez Carrillo, en particular en su novela  Del amor, del dolor y del vicio (1898), quien pudo hacerlo libremente al vivir fuera del país.
En 1959 se estrenó la pieza teatral La calle del sexo verde, de Hugo Carrillo, notoria por ser la primera obra literaria guatemalteca en abordar la diversidad sexual como una de sus temáticas centrales, aunque lo hizo en un contexto negativo. Las décadas siguientes vieron la aparición de Mario Alberto Carrera, quien se convirtió en el escritor guatemalteco que más extensamente abordó la diversidad sexual hasta la fecha tras una serie de obras, entre ellas Cuentos psicoeróticos (1979), Hogar, dulce hogar (1982) y especialmente en Don Camaleón (1985), en la que retrató a través de un personaje homosexual los espacios concurridos por las personas LGBT en la época. Otros escritores en explorar el tema durante estos años fueron Francisco Nájera y Manuel Corleto. Sin embargo, además de ellos y las figuras antes mencionadas, la literatura LGBT en Guatemala tuvo escasos exponentes durante el siglo XX.

## Transformismo
La escena drag y transformista guatemalteca se originó en los últimos años del siglo XX. La misma tuvo un crecimiento importante a partir de la década de 2010 y hoy en día es practicado por hombres homosexuales, mujeres transgénero y personas identificadas como no binarias. No obstante, debido a la homofobia local, las personas que se dedican al arte drag han sufrido discriminación en el ámbito público y laboral que se mantiene hasta el presente. Debido a ello, el transformismo es considerado por muchos que lo practican en el país como un acto político.
Entre las primeras representantes del transformismo guatemalteco durante la década de 1990 estuvieron artistas como Simone De Janeiro Dos Santos, María Conchita Alonzo, Kelly Joan Baker y Michelle Portocarrero, quienes tomaron la práctica como una plataforma de protesta. En aquella época, los espectáculos transformistas se realizaban en discotecas como Caché y Pandora's Box, ubicadas en Ciudad de Guatemala.
A partir de 2016, la escena drag local empezó un crecimiento importante y aparecieron colectivos como  Drag Besties, Orfanato Drag y Las hijas de la drag puta. Entre los espacios más populares para espectáculos drag en la actualidad se encuentran espacios como el bar alternativo Shai Wa.
Algunas drag queens guatemaltecas han alcanzado éxito a nivel internacional, entre las que se encuentra Flor, quien en 2023 se convirtió en la primera persona de origen guatemalteco en concursar en un programa de la franquicia RuPaul's Drag Race, al participar en la tercera temporada de RuPaul's Drag Race Down Under, donde quedó entre las tres finalistas. Otra figura que alcanzó reconocimiento es Vicky Chavarria, quien en 2022 se convirtió en la ganadora del programa de telerrealidad Drag Latina, de la plataforma de streaming estadounidense Revry.

## Otras expresiones culturales
La representación de las personas LGBT en la televisión guatemalteca ha sido mínima. No obstante, algunas personalidades LGBT locales han aparecido en programas extranjeros. Dennis Arana, participante de la decimosegunda generación (2019-2020) del programa de telerrealidad mexicano La Academia, salió públicamente del armario en el programa, aunque años después reveló que fue obligado a hacerlo. En 2022, Arana se convirtió en conductor digital del programa para Guatemala. Otro concursante LGBT de La Academia fue Nelson Carreras, cantante guatemalteco de origen cubano que ganó la temporada de 2022 y que luego participó en obras teatrales mexicanas como Todo el mundo habla de Jamie y Mentidrags.
En el ámbito musical, se puede mencionar a Sandra Morán, política que se convirtió en la primera congresista lesbiana del país pero quien en su juventud se dedicó a la música revolucionaria como parte de la banda Kin-Lalat, conformada por exiliados guatemaltecos en Nicaragua.